# 王命卿
王命卿，字簡之，号匪蓼，广东廣州府番禺县九传湖（今廣州市花都區花東鎮）人，明朝政治人物。

## 生平
萬曆三十一年（1603年）癸卯廣東鄉試舉人，四十一年（1613年）癸丑科进士，授福建福清县知县。清介自持，以不肯阿权贵，调五河，有治声。天啓三年迁刑部福建司主事，歴郎中，五年出为长沙知府。时魏忠贤擅权，摧残善类，吏部刘弘化忤忠贤削职，坐賍罄产不办，命卿阴为之寛。及忠贤诛，弘化得复原官，命卿之力也。致仕归里，每以禄不逮亲为恨，自号匪蓼，人多其孝云。

## 家族
曾祖王天禄。祖父王永泰。父王文积。